# باگبی (ویرجینیا)
باگبی (به انگلیسی: Bagby) یک منطقهٔ مسکونی در ایالات متحده آمریکا است که در شهرستان کارولین، ویرجینیا واقع شده است. باگبی ۵۹٫۱۳ متر بالاتر از سطح دریا واقع شده است.